# 主任の大臣
主任の大臣（しゅにんのだいじん）は、日本の内閣に置かれる機関・各省の長として、行政事務を分担管理する地位にある内閣総理大臣及びその他の国務大臣のこと（内閣法第3条第1項等）。講学上、国務大臣と区別して行政大臣とも呼ぶ。内閣総理大臣以外の主任の大臣のうち、「各省の長」たる大臣を各省大臣と呼ぶ。
「主任の大臣」に類似した用語に「主務大臣」がある。主務大臣とは、主務官庁たる大臣を指し、当該行政事務の遂行について主管権限を持つ大臣のことである。「主任の大臣」が組織の面から、機関の長としての大臣を指すのに対して、「主務大臣」は事務の面から、行政事務の遂行について主管権限を持つ者としての大臣を指す。一つの機関には「主任の大臣」が一人しかいないのに対して、一つの行政事務には「主務大臣」が一人のことも複数のこともある。
また、「主任の大臣」の対義語に「無任所大臣」がある。無任所大臣は講学上の用語で、「主任の大臣」の対義語として用いる場合、行政事務を分担管理しない国務大臣を指す（内閣法第3条第2項、狭義の無任所大臣）。

## 概要
「主任の大臣」とは、日本国憲法第74条に定める「主任の国務大臣」のことであり、内閣法第3条第1項に「各大臣は、別に法律の定めるところにより、主任の大臣として、行政事務を分担管理する。」と定められている。
この「主任の国務大臣」、「各大臣」には、内閣総理大臣も含まれる。また、国家行政組織法5条1項は「各省の長は、それぞれ各省大臣とし、内閣法にいう主任の大臣として、それぞれ行政事務を分担管理する。」と定めている。具体的に、どの大臣がどの機関の「主任の大臣」となるかは、各機関の設置法その他の根拠法に定められる。
主任の大臣の地位は、内閣総理大臣及び各省大臣の職に当然に付随するため、通常の任官辞令・補職辞令とは別に「主任の大臣」に補する辞令が発令されたり「主任の大臣」に任命する旨の文が通常の辞令に付記されたりすることはない。
「主任の大臣」の不在時には、正式な「臨時代理」を立てることが必要とされる。内閣総理大臣の臨時代理は「内閣総理大臣臨時代理」、各省大臣の臨時代理は「○○大臣臨時代理」という職名で、他の国務大臣が職務を行う。この点、「主任の大臣」でない大臣の不在時には、臨時代理を立てることが定められておらず、慣例・内規等により「事務代理」という職名で、他の国務大臣が職務を行う。

## 職責・権限

### 行政事務の分担管理
「主任の大臣」は、独任制の行政庁として、機関・行政事務を分担管理する。「主任の大臣」は、分担管理する行政事務の責任者であり、管理する機関の人事・経理・組織運営等にも全般的な職責を有している。
また、「主任の大臣」は、自らの分担管理する機関・行政事務に関連のある法律及び政令に署名し、内閣総理大臣が連署する。この署名は、その法律及び政令の執行責任を明確にするために行われるものである。
内閣法は、「内閣がその職権を行うのは、閣議によるものとする。」と定め、「閣議は、内閣総理大臣がこれを主宰する。」と定める。閣議の議題について、「内閣総理大臣は、内閣の重要政策に関する基本的な方針その他の案件を発議することができる。」と定め、「各大臣は、案件の如何を問わず、内閣総理大臣に提出して、閣議を求めることができる。 」と定める。この「各大臣」は、「主任の大臣」であると否とにかかわらず、すべての国務大臣である。すなわち、すべての国務大臣が、案件にかかわらず、閣議請議を行うことができる。
しかし、実務上、「主任の大臣が、その分担管理する事務に係る案件について閣議請議を行ってきて」おり、「これまで、このような案件について、当該主任の大臣以外の国務大臣が閣議請議を行った例はない。」とされる
。

### 署名の方法
法律・政令の末尾に付される署名は、次のような原則により行われる。
- その法律・政令に関係する主任の大臣が「総務大臣」のような各省大臣の肩書の下に署名し、内閣総理大臣が最後に連署をする。署名の順序はいわゆる建制順による。したがって、たとえばその法律・政令に関係する主任の大臣が1人である場合は、総理と2人だけが署名することになる。
- 内閣総理大臣自身が当該法律・政令に関係する主任の大臣に含まれる場合は、内閣総理大臣が署名順の最初となる。この場合は、最後の連署は省略される。したがって、その法律・政令に関係する主任の大臣が内閣総理大臣のみである場合は、総理1人の署名となる。
- 肩書として「主任の大臣」は用いられない。
- 臨時代理による署名の場合は、「内閣総理大臣臨時代理」「総務大臣臨時代理」などの肩書に続けて、内閣総理大臣による臨時代理の場合は「内閣総理大臣」を、それ以外の場合は「国務大臣」の肩書を用いて署名する。臨時代理への就任は「同じ閣内にある国務大臣として助ける」という内閣法上の趣旨があり、「内閣官房長官だから総理の臨時代理となる」という現実とは別の考え方によっているため、それらの職名は用いず、総理による代理以外は一律「国務大臣」を用いる。

## 主任の大臣の一覧
2025年5月現在の、国の行政機関の主任の大臣は以下の通り。府省庁等の他に、特定の法律に基づいて内閣に設置される政策本部、政策会議等にも主任の大臣が規定されることがある。
| 府省庁等の名称   | 大臣の名称   | 根拠                         | 現職者     |
| ---------------- | ------------ | ---------------------------- | ---------- |
| 内閣官房         | 内閣総理大臣 | 内閣法第25条第1項            | 石破茂     |
| 内閣法制局       | 内閣総理大臣 | 内閣法制局設置法第7条        | 石破茂     |
| 国家安全保障会議 | 内閣総理大臣 | 国家安全保障会議設置法第13条 | 石破茂     |
| 内閣府           | 内閣総理大臣 | 内閣府設置法第6条第2項       | 石破茂     |
| デジタル庁       | 内閣総理大臣 | デジタル庁設置法第6条第2項   | 石破茂     |
| 復興庁           | 内閣総理大臣 | 復興庁設置法第6条第2項       | 石破茂     |
| 総務省           | 総務大臣     | 国家行政組織法第5条第1項     | 村上誠一郎 |
| 法務省           | 法務大臣     | 国家行政組織法第5条第1項     | 鈴木馨祐   |
| 外務省           | 外務大臣     | 国家行政組織法第5条第1項     | 岩屋毅     |
| 財務省           | 財務大臣     | 国家行政組織法第5条第1項     | 加藤勝信   |
| 文部科学省       | 文部科学大臣 | 国家行政組織法第5条第1項     | 阿部俊子   |
| 厚生労働省       | 厚生労働大臣 | 国家行政組織法第5条第1項     | 福岡資麿   |
| 農林水産省       | 農林水産大臣 | 国家行政組織法第5条第1項     | 小泉進次郎 |
| 経済産業省       | 経済産業大臣 | 国家行政組織法第5条第1項     | 武藤容治   |
| 国土交通省       | 国土交通大臣 | 国家行政組織法第5条第1項     | 中野洋昌   |
| 環境省           | 環境大臣     | 国家行政組織法第5条第1項     | 浅尾慶一郎 |
| 防衛省           | 防衛大臣     | 国家行政組織法第5条第1項     | 中谷元     |

なお、人事院も国の行政機関ではあるが、内閣が所轄するものとされ、主任の大臣は規定されていない。
| 政策本部等の名称                         | 根拠 | 備考 |
| ---------------------------------------- | --- | --- |
| 構造改革特別区域推進本部                 | 構造改革特別区域法（平成14年法律第189号）                                                                              | 構造改革の推進等に必要な施策を集中的かつ一体的に実施することを目的とする（同法37条）。 |
| 高度情報通信ネットワーク社会推進戦略本部 | 高度情報通信ネットワーク社会形成基本法（平成12年法律第144号）                                                          | 高度情報通信ネットワーク社会の形成に関する施策を迅速かつ重点的に推進することを目的とする（同法25条）。略称はIT戦略本部。 |
| 地域再生本部                             | 地域再生法（平成17年法律第24号）                                                                                       | 地域再生に関する施策を総合的かつ効果的に推進することを目的とする（同法24条）。 |
| 地球温暖化対策推進本部                   | 地球温暖化対策の推進に関する法律（平成10年法律第117号）                                                                | 地球温暖化対策を総合的かつ計画的に推進することを目的とする（同法10条）。 |
| 知的財産戦略本部                         | 知的財産基本法（平成14年法律第122号）                                                                                  | 知的財産の創造、保護及び活用に関する施策を集中的かつ計画的に推進することを目的とする（同法24条）。 |
| 中心市街地活性化本部                     | 中心市街地の活性化に関する法律（平成10年法律第92号）                                                                   | 中心市街地の活性化に関する施策を総合的かつ効果的に推進することを目的とする（同法66条）。 |
| 都市再生本部                             | 都市再生特別措置法（平成14年法律第22号）                                                                               | 都市の再生に関する施策を迅速かつ重点的に推進することを目的とする（同法3条）。 |
| 郵政民営化推進本部                       | 郵政民営化法（平成17年法律第97号）                                                                                     | 2017年（平成29年）9月30日まで置かれる。 |
| 事態対策本部                             | 武力攻撃事態等及び存立危機事態における我が国の平和と独立並びに国及び国民の安全の確保に関する法律（平成15年法律第79号） | 「事態対策本部」は常時置かれるものではなく、「武力攻撃事態等又は存立危機事態に至ったとき」、「武力攻撃事態等への対処に関する基本的な方針」（対処基本方針）に係る対処措置の実施を推進するために置かれる。対処基本方針が廃止されたときには、対策本部も廃止される。 |
| 道州制特別区域推進本部                   | 道州制特別区域における広域行政の推進に関する法律（平成18年法律第116号）                                                | 広域行政の推進に関する施策を総合的かつ効果的に推進することを目的とする（同法20条）。2007年（平成19年）1月26日設置。道州制特別区域基本方針（案）の作成等を担当する。                                                                                              |
| 総合海洋政策本部                         | 海洋基本法（平成19年法律第33号）                                                                                       | 海洋に関する施策を集中的かつ総合的に推進することを目的とする（同法29条）。 |
| 宇宙開発戦略本部                         | 宇宙基本法（平成20年法律第43号）                                                                                       | 宇宙開発利用に関する施策を総合的かつ計画的に推進することを目的とする（同法25条）。 |
| 国家公務員制度改革推進本部               | 国家公務員制度改革基本法（平成20年法律第68号）                                                                         | 国家公務員制度改革を総合的かつ集中的に推進することを目的とする（同法13条）。 |
| 総合特別区域推進本部                     | 総合特別区域法（平成23年法律第81号）                                                                                   | 総合特別区域における産業の国際競争力の強化及び地域の活性化に関する施策を総合的かつ集中的に推進することを目的とする（同法59条）。 |
| 国土強靭化推進本部                       | 強くしなやかな国民生活の実現を図るための防災・減災等に資する国土強靱化基本法（平成25年法律第95号）                     | 国土強靱化に関する施策を総合的かつ計画的に推進することを目的とする（同法15条）。 |
| 社会保障制度改革推進本部                 | 持続可能な社会保障制度の確立を図るための改革の推進に関する法律（平成25年法律第112号）                                  | 受益と負担の均衡がとれた持続可能な社会保障制度の確立を目的とする（同法7条）。 |
| 水循環政策本部                           | 水循環基本法（平成26年法律第16号）                                                                                     | 水循環に関する施策を集中的かつ総合的に推進することを目的とする（同法22条）。 |
| 健康・医療戦略推進本部                   | 健康・医療戦略推進法（平成26年法律第48号）                                                                             | 健康・医療戦略の推進を図ることを目的とする（同法20条）。 |
| サイバーセキュリティ戦略本部             | サイバーセキュリティ基本法（平成26年法律第104号）                                                                      | サイバーセキュリティに関する施策を総合的かつ効果的に推進することを目的とする（同法24条）。 |
| まち・ひと・しごと創生本部               | まち・ひと・しごと創生法（平成26年法律第136号）                                                                        | まち・ひと・しごと創生総合戦略の推進を図ることを目的とする（同法11条）。 |
| 特定複合観光施設区域整備推進本部         | 特定複合観光施設区域の整備の推進に関する法律（平成28年法律第115号）                                                    | 特定複合観光施設区域の整備の推進を総合的かつ集中的に行うことを目的とする（同法14条）。 |
| ギャンブル等依存症対策推進本部           | ギャンブル等依存症対策基本法（平成30年法律第74号）                                                                     | ギャンブル等依存症対策を総合的かつ計画的に推進することを目的とする（同法24条）。 |
| 国際博覧会推進本部                       | 平成三十七年に開催される国際博覧会の準備及び運営のために必要な特別措置に関する法律（平成31年法律第18号）               | 博覧会の円滑な準備及び運営に関する施策を総合的かつ集中的に推進することを目的とする（同法2条）。平成38年3月31日まで置かれる（同法10条） |

なお、内閣に設置され、「本部」という名称であっても、法律に設置根拠を持たないものには、「主任の大臣」は置かれない。例えば、2006年（平成18年）9月29日の閣議決定によって設置された拉致問題対策本部や、2006年（平成18年）10月27日の内閣総理大臣決裁によって設置されたアジア・ゲートウェイ戦略会議など。